# Oleksandr Anatolijovič Volkov
Oleksandr Anatolijovič Volkov (ukr. Олекса́ндр Анато́лійович Во́лков , rus. Александр Анатольевич Волков) (Omsk, Rusija, SSSR, 28. ožujka 1964.) je ukrajinski košarkaš i trener, bivši sovjetski reprezentativac i ZND-ov reprezentativac.
U hrvatskom je tisku poznat po iskrivljenom obliku koji je došao iz ruskog jezika, Aleksandar Volkov.
Igrao je na položaju krila.
Igrao je '80-ih i '90-ih.
Košarkaškim znalcima je poznat po ozljeđivanju Mihovila Nakića i promašenim slobodnim bacanjima protiv Hrvatske u poluzavršnici OI 1992.

## Igračka karijera

### Klupska karijera
U karijeri je igrao za "CSKA" iz Moskve, "Atlanta Hawkse"...
Postao je ukrajinskim prvakom s Kijivom 2000.
1988. je dobio nagradu "zaslužni majstor športa" 1988. (ukr. Заслужений майстер спорту). 

## Politička karijera
Od 2. kolovoza 1999. do 10. siječnja 2000. je bio čelnikom državnog odbora Ukrajine za tjelesnu kulturu i šport (Держ. комітет України з фіз. культури і спорту). Danas je čelnikom ukrajinske košarkaške saveza. Na to mjesto ga se izabralo 21. lipnja 2007.

Državni je službenik 1. ranga od studenog 1999.
Bio je zastupnikom ukrajinske Verhovne Rade u njenom 5. sazivu od travnja 2006. kao 44. s liste bloka "Naša Ukrajina". U trenutku kad je bio izabran je bio trenerom košarkaškog kluba ТОВ BK Kijiva. Od travnja 2006. do siječnja 2007. je bio članom frakcije bloka Naša Ukrajina. Bio je prvim zastupnikom glavnog Odbora za pitanja obitelji, mladežne politike, športa i turizma (srpanj 2006.- travanj 2007.).
Zastupnik je ukrajinske Verhovne Rade u njenom 6. sazivu od listopada 2007. Ušao je s liste Stranke regija (Партія регіонів).

## Nagrade i priznanja
- orden "Znak Pošani" 1988.
- ruski Orden prijateljstva (Орден Дружбы) 2006.

## Vanjske poveznice
- (ukr.) «Хто є хто в Україні», видавництво «К.І.С»